# Alain Townsend
Alain Robert Michael Townsend ist ein Immunologe an der Oxford University (Vereinigtes Königreich).

## Leben
Townsend absolvierte 1977 sein Medizinstudium an der St Mary's Hospital Medical School, die zum Imperial College London gehört. Am National Institute for Medical Research in Mill Hill, London, begann er anschließend ein postgraduales Studium. 1984 ging er an das Institute of Molecular Medicine der Universität Oxford, das später in Weatherall Institute of Molecular Medicine umbenannt wurde. 1992 erhielt Townsend in Oxford eine Professur für molekulare Immunologie. Von 1993 bis 1998 forschte Townsend zusätzlich für das Howard Hughes Medical Institute (HHMI). Außerdem war er als Internist für das John Radcliffe Hospital in Oxford tätig.

## Wirken
Townsend konnte aufklären, wie virale Antigene zu Peptiden zerlegt und gemeinsam mit Klasse-I-Strukturen des Haupthistokompatibilitätskomplexes auf der Oberfläche von antigenpräsentierende Zellen den T-Lymphozyten präsentiert werden. Darüber hinaus trug er zur Entdeckung der Peptidtransporter im endoplasmatischen Retikulum bei. Insgesamt sind Townsends Arbeiten grundlegend zum Verständnis der Prozesse bei Infektionskrankheiten und Autoimmunkrankheiten.
Jüngere Arbeiten befassen sich mit Ferroportin und dem Hereditäre-Hämochromatose-Protein (HFE), das große Ähnlichkeiten mit dem Haupthistokompatibilitätskomplex besitzt, und ihrer Rolle im Eisenstoffwechsel, bei der Entstehung der Hämochromatose sowie ihren Interaktionen mit dem Nef-Protein des HI-Virus.

## Auszeichnungen (Auswahl)
- 1989 William B. Coley Award[2]
- 1992 Mitglied (Fellow) der Royal Society[3]
- 1992 Louis-Jeantet-Preis[4]
- 2000 Gairdner Foundation International Award (gemeinsam mit Emil R. Unanue)[5]